# Charles Thomas Newton
Charles Thomas Newton, född 16 september 1816, död 28 november 1894, var en brittisk arkeolog.
Newton var knuten till British Museum och verkade flera år som arkeolog och konsul i Medelhavsländerna, där han gjorde mycket värdefulla utgrävningar. Han utgav A history of discoveries at Halicarnassus, Cnidus and Branchidae (2 band, 1862-63) och Travels and discoveries in the Levant (2 band, 1865). Till museet anskaffade han värdefulla skulpturer från fynden i Efesos, Priene, Smyrna, Kyrene, Rhodos och Halikarnassos samt från enskilda samlingar som Farnese, Castellani Pourtalès med flera, vilka han noggrant beskrev.